# チムアポート
『チムアポート』は、羅川真里茂による日本のファンタジー漫画作品。
白泉社の漫画雑誌『ザ花とゆめ』および『花とゆめ』にて2003年から2010年にかけて、1話完結形式で不定期掲載された。全3話で構成され、いずれの物語も人間以外の生物・チムアが主人公に設定されている。単行本は花とゆめコミックススペシャル（同）より全1巻。

## あらすじ
『チムア』、それは人間と異なる者たちの呼称。
彼らは「妙な魔術を使う」ことを理由に心ない人間たちから迫害されていた。慈愛に満ちた生き物チムアと人間の友情の物語。

## 登場キャラクター

### チムア
チムア・ポート
ザーザ村唯一のチムア。薬師を生業とする。ウサギのような外見。人間の文字は簡単なものしか読めないが、「阿スラ」という古代のチムアの文字は読める。
ピノ
ネコのような外見のチムア。仕えていた主人が亡くなり、檻に入れられていたところを被災地に救民に訪れたジャバ・ウー（後述）によって助けられた。後にザーザ村へ移る。

### 人間
ジャバ・ウー
ザーザ村の戦士。自ら志願し戦地へ出兵する。汚染地からの移民で、村人たちからは余所者扱いされていたが、戦場から帰還したことで英雄となり、村人たちの態度も変わる。
ジョー
本名フラン・クッツ・ドミトリ。フラン郡の子爵家の次男で、変わり者として有名だった童話作家。地下牢から脱走し、お尋ね者になった。自称・嘘つきの天才。

## 初出
- 戦士 ジャバ・ウー （『ザ花とゆめ』 2003年8月1日号）
- 夢語り ジョー （『ザ花とゆめ』 2009年8月1日号）
- 魔法使い ピノ （『花とゆめ』 2010年3号）

## 書誌情報
- 羅川真里茂 『チムアポート』 白泉社 〈花とゆめコミックススペシャル〉 2010年5月19日発売[1]、ISBN 978-4-592-19817-8